# Густав Евертссон Горн
 Густав Евертссон Горн (швед. Gustaf Evertsson Horn; 1614, Лему — 27 лютого 1666, Штаде) — шведський фельдмаршал, син Еверта Горна.

## Біографія
Належав до відомого шведсько — фінляндському дворянського роду Горнів.
Горн став сиротою у ранньому віці і виріс разом зі своєю матір'ю на Канкас фермі в Маску. Його дядько Фельдмаршал [Горн, Густав|Густав Хорн] взяв на себе відповідальність за його виховання. Як і багато інших молодих людей у вищому навчальному закладі, Горн відточив свою освіту через багаторічну поїздку за кордон, яка включала в себе навчання в Лейденському університеті з 1630 року. У березні 1633 року юнак був відзначений у Оксфордському університеті магістерським ступенем. Хорн був призначений камерним дженом при дворі Густава II Адольфа і висунувся в 1634 році до камергера. Того ж року він був призначений на посаду губернатора тодішньої восьмирічної Христини. Він навчав її основам французької мови.

### Тридцятирічна війна
1635 році Густав розпочав свою військову кар'єру в якості капітана в Уппландський полку. Полк брав участь у Тридцятилітні війні, але часто хворів. У 1637 році Хорна підвищили до майора. У наступному році він був підпорядкований у підполковникові в набраному полку Олександра Леслі, який воював у Вестфалії. У 1640 році Горн був призначений полковником набраного кавалерійського полку Арвіда Віттенберга. У квітні того ж року Хорн був захоплений в битві при Плауен, але незабаром був звільнений. Горн воював разом з Віттенбергом до восени 1642 року, потім шведи розгромили імператорські війська в Лейпцизькій битві 1642 і в 1645 році в битві при Янкові.
Після відставки від війсковіх справ у Фінляндії, Горн, з Нового року 1660, зайняв своє місце у військовому коледжі артилерії королівства. Коли війна з Данією закінчилася, Горн міг зосередитися на керівництві артилерією в мирних умовах.
З 1640 — полковник, з 1647 — генерал-майор від кавалерії. У 1651 разом зі своїм двоюрідним братом Хенріком Хенрікссон Горном був зведений в баронську гідність. З 1652 — генерал-лейтенант. У 1653 був призначений членом ріксрода, а роком пізніше генерал-губернатором Іжорії і Кексгольмського лена. З 1656 — генерал, а з 1658 — генерал-фельдцейхмейстер. У 1663 проведений в фельдмаршалом і призначений генерал-губернатором Бремена і Вердена.
Похований у кафедральному соборі Турку.